# جان راجنوتي
جان راجنوتي (بالفرنسية: Jean Ragnotti)‏ مواليد 29 أغسطس 1945، هو سائق راليات فرنسي سابق بدأ مسيرته في سنة 1973. كان أول رالي له هو رالي مونت كارلو 1973. تنافس في بطولة العالم للراليات. فاز بـ 3 سباقات رالي. صعد على المنصة 9 مرات خلال مسيرته.

## سجل الفوز
| الرقم | الحدث           | الموسم                          |
| ----- | --------------- | ------------------------------- |
| 1     | رالي مونت كارلو | بطولة العالم للراليات موسم 1981 |
| 2     | رالي كورسيكا    | بطولة العالم للراليات موسم 1982 |
| 3     | رالي كورسيكا    | بطولة العالم للراليات موسم 1985 |

## فرق مثلها
- مجموعة رينو

## روابط خارجية
- جان راجنوتي على موقع DriverDB.com (الإنجليزية)
- جان راجنوتي على موقع Rallye-info.com (الإنجليزية)
- جان راجنوتي على موقع eWRC-results.com (الإنجليزية)